# Conti-Bande
Die Conti-Bande oder nur Conti ist eine Gruppe Krimineller, die Ransomware as a Service vertreibt. Vor 2020 hieß die Bande Ryuk. Die Gruppe hatte anscheinend Einnahmen von 180 Millionen US-Dollar im Jahr 2021. Nach dem russischen Überfall auf die Ukraine schlug sich die Gruppe offiziell auf die Seite Russlands. Dies führte jedoch zu Verstimmungen innerhalb der Gruppe und so tauchten 60.000 Dateien auf mit internen Chatprotokollen und auch dem Quellcode der verwendeten Ransomware. Im Mai 2022 kündigte die Gruppe ihre Auflösung an, wobei jedoch eher von einer Dezentralisierung gesprochen werden kann. So haben sich einige Akteure anderen Gruppen angeschlossen oder arbeiten nun selbständig und sind noch lose verbunden. Im August 2022 setzte das Department of State im Rahmen des Rewards-for-Justice-Programms zehn Millionen Dollar Kopfgeld auf fünf Führungspersönlichkeiten der Gruppe aus. Die echten Namen wurden nicht genannt, sondern ihre Nicknames.
Die US-Staatsanwaltschaft klagte gemäß dem Bayerischen Rundfunk eine lettische Bürgerin, Alla Witte, an, welcher vorgeworfen wurde für Conti zu arbeiten. 2021 wurde sie verhaftet. Witte behauptete immer wieder, sie hätte von dem Betrug nichts gewusst. 2023 wurde sie aus der Haft entlassen und kam wieder nach Lettland. Gemäß einer Pressemitteilung des Department of Justice wurde Witte wegen ihrer Verwicklung mit dem Trojaner Trickbot angeklagt. Gemäß einer weiteren Mitteilung habe sich Witte für schuldig erklärt Computerbetrug begangen zu haben.